# 禾赛科技
上海禾赛科技股份有限公司（NASDAQ：HSAI）是總部位於中華人民共和國上海市的一家激光雷達技術公司。

## 历史
成立于2014年10月。公司由李一帆創辦。2021年1月，公司向科创板递交招股书，但在同年3月終止IPO進程。2023年2月9日，公司在美国纳斯达克交易所上市，成为2021年以来赴美上市融资规模最大的中国企业，也是2021年10月以来第一家在美融资超过1亿美元的中国企业。禾赛科技成功上市被视为美国中概股新股发行进一步回暖的迹象。
2024年1月，美国国防部将禾赛科技列入中国军方关联企业黑名单。同年5月，禾赛科技起诉美国国防部，要求将其从名单移除，之后于7月要求华盛顿联邦法院对此事作出简易判决。2024年8月，禾赛科技从黑名单移除。
2025年7月11日，美国哥伦比亚特区地方法院裁定，有充分证据支持国防部关于禾赛为中国国防工业基础做出贡献的说法，驳回了其对美国政府的指控。

## 外部連結
- 官方网站